# Hefei Metro
Die Hefei Metro (chinesisch 合肥轨道交通, Pinyin Héféi Guǐdào Jiāotōng) ist die U-Bahn der chinesischen Stadt Hefei. Hefei ist die Hauptstadt der Provinz Anhui. Ende 2016 wurde die erste Linie eröffnet. Bis 2024 folgten weitere fünf Linien. Zwei weitere Linien befinden sich derzeit im Bau, deren erste Abschnitte 2025 fertiggestellt sein sollen.

## Netz

### Linie 1
Die Linie 1 wurde als erste Linie im Dezember 2016 eröffnet. Im Juli 2023 folgte eine kurze Verlängerung. Nun führt sie von Zhangwa über den Bahnhof Hefei und den Südbahnhof, wo in die Linien 4 und 5 umgestiegen werden kann, nach Jiulianwei im Süden. Die Strecke wurde vollständig unterirdisch trassiert, ist 29,1 Kilometer lang und hat 26 Stationen.

### Linie 2
Ein Jahr nach der Linie 1 wurde die in Ost-West-Richtung verlaufende Linie 2 eröffnet und weitere sechs Jahre später 15 Kilometer nach Osten verlängert. Sie ist ebenfalls vollständig unterirdisch, aber 42,5 Kilometer lang und weist 35 Stationen auf.

### Linie 3
Gegen Ende des Jahrs 2019 wurde die Linie 3 eröffnet. Sie führte von Xingfuba im Süden zur Xiangcheng Road im Osten. Vier Jahre später wurde die Strecke weiter nach Süden bis Sheng Ertong Yiyuan Xinqu verlängert. Die Strecke ist bis auf den Abschnitt an den vier östlichsten Stationen unterirdisch. 40 Stationen verteilen sich auf 48,5 Kilometer Streckenlänge.

### Linie 4
Die Linie 4 hat als einzige Linie Hefeis einen Linienast. Die Hauptlinie verbindet Zongbaoqu im Norden über den Südbahnhof mit Qinglonggang im Westen. Sie wurde im Dezember 2021 eröffnet, ist 41,4 Kilometer lang und hat 30 Stationen. Der zuvor als Linie 6 geplante Linienast von Beiyanhu nach Südwesten wurde am 1. Mai 2024 eröffnet. Er ist 13,4 Kilometer lang und hat sieben weitere Stationen.

### Linie 5
In zwei Abschnitten 2020 und 2022 wurde die Linie 5 eröffnet. Die Nord-Süd-Linie ist 40,7 Kilometer lang und hat 33 Stationen.

### Linie 8
Die Linie 8 ist eine Radiallinie nach Norden. Die erste vollautomatische U-Bahn-Linie der Stadt wurde im Dezember 2024 eröffnet, hat 22,4 Kilometer Streckenlänge und 12 Stationen. Es werden Sechswagenzüge des Typs B eingesetzt.